# 戈勒高地 (加利福尼亞州)
戈勒高地（英語：Goler Heights）是位於美國加利福尼亞州克恩縣的一個非建制地區。該地的面積和人口皆未知。

## 地理
戈勒高地的座標為35°25′37″N 117°44′45″W / 35.42694°N 117.74583°W，而該地的平均海拔高度為786米（即2579英尺）。